# Шкилтерс, Густав
Гу́став Шки́лтерс (латыш. Gustavs Šķilters; 16 ноября 1874 — 24 сентября 1954) — латвийский скульптор. Один из основателей профессиональной латвийской скульптуры.

## Биография
Густав Шкилтерс родился 16 ноября 1874 года в Ренценской волости Вольмарского уезда Лифляндской губернии, Российской империи (ныне — Буртниекский край Латвии) в семье кузнеца Яниса Шкилтерса.
Учился в Саласмюндской приходской школе. Окончил Лемзальскую городскую школу и Центральное училище технического рисования барона А. Л. Штиглица в Санкт-Петербурге (мастерская Матвея Чижова, 1899). Совершенствовался в Париже, в мастерских Огюста Родена и Г. Жермена (1900—1905).
Был руководителем отделения декоративной скульптуры Центрального училища технического рисования барона А. Л. Штиглица (1905—1918), работал в Петроградском отделе искусств и памятников старины (1918—1923), педагогом Латвийской академии художеств (1924—1932), Латвийского университета (1925—1929), Елгавского педагогического института (1926—1929).
Участвовал в работе петербургского латышского художественного кружка «Рукис» (1898—1905). Член Союза художников Латвии (с 1946).
Умер в Риге 24 сентября 1954 года, похоронен на Лесном кладбище.
В 1974 году в Риге на ул. Даугавгривас, 9 был открыт мемориальный музей Г. Шкилтерса.

## Творчество
Принимал участие в выставках с 1898 года. Был последовательным приверженцем импрессионистического реализма, в ранних работах прослеживается влияние символизма и модерна.
Наиболее известные работы: скульптурные портреты деятелей латвийской культуры Р. Каудзите, Р. Зариньша, Я. Витола, Кр. Барона; «Голова старика» (1914), «Иллюзия» (1916), «Уход» (1918), «Боль» (1928), «Страдание» (1932); мемориальная скульптура — надгробные памятники семьи Креслиней на Раунаском кладбище (1912) и Карлису Блауманю на Лимбажском кладбище (1920).
Обращался к живописи и рисунку, работал в технике акварели, пробовался в графике и книжной иллюстрации, публиковал критические статьи в некоторых латвийских изданиях. В 1906—1907 годах был карикатуристом в сатирическом журнале «Свари»
В 1924 году разработал дизайн высшей государственной награды Латвии — ордена Трёх звёзд.